# Topal Izzet Mehmed Pasha

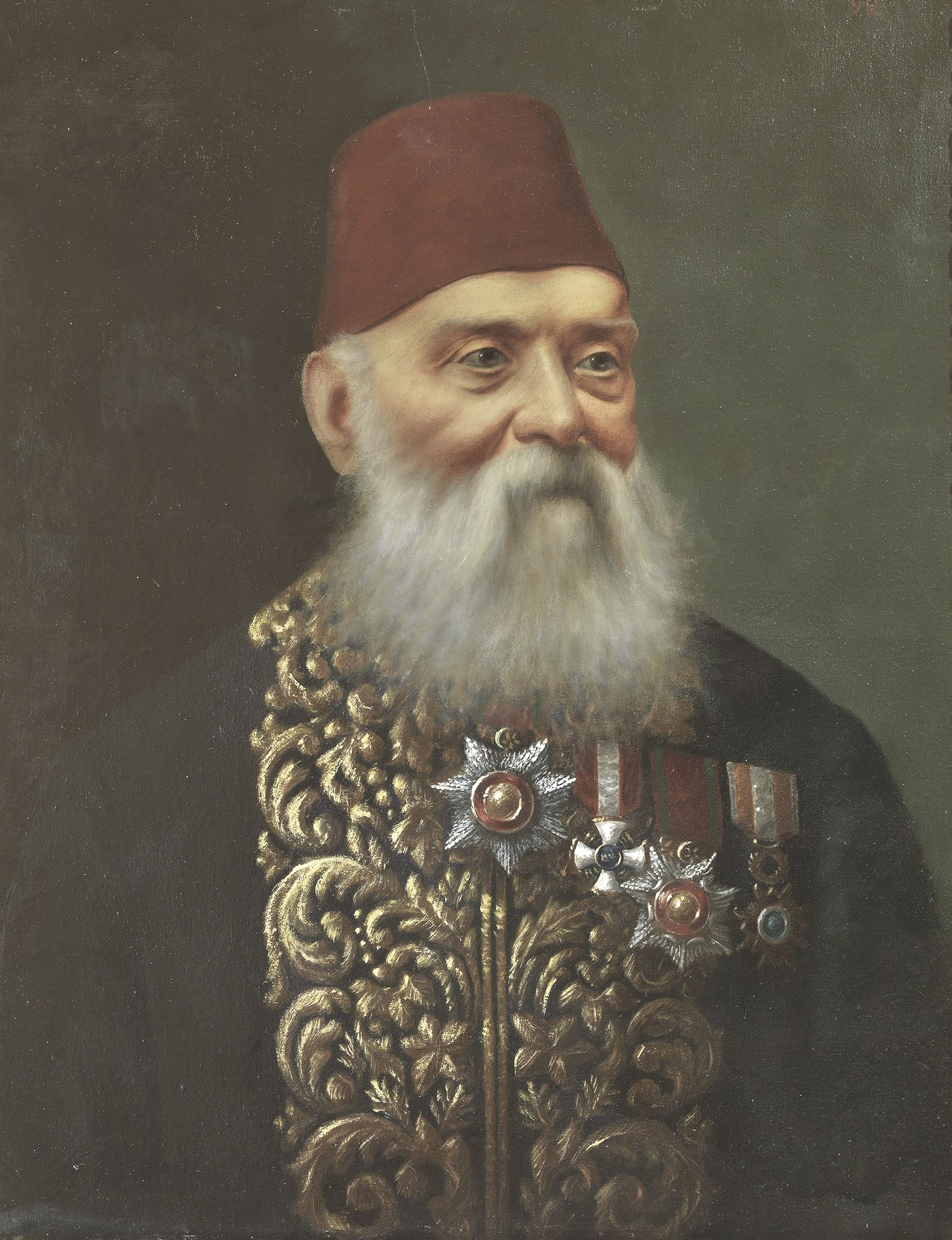
Retrato de Topal Izzet Mehmed Pasha

Topal Izzet Mehmed Pasha, Topal Izzet Pasha ou Darendeli Mehmed Pasha (em turco:  Darendeli Topal İzzet Mehmet Paşa  ; 1792–1855) foi um almirante otomano e estadista reformista durante o período da reforma de Tanzimat. Ele foi grão-vizir do Império Otomano durante dois mandatos:
- 24 de outubro de 1828 - 28 de janeiro de 1829
- 7 de outubro de 1841 - 30 de agosto de 1842